# Carolina Benedicks-Bruce

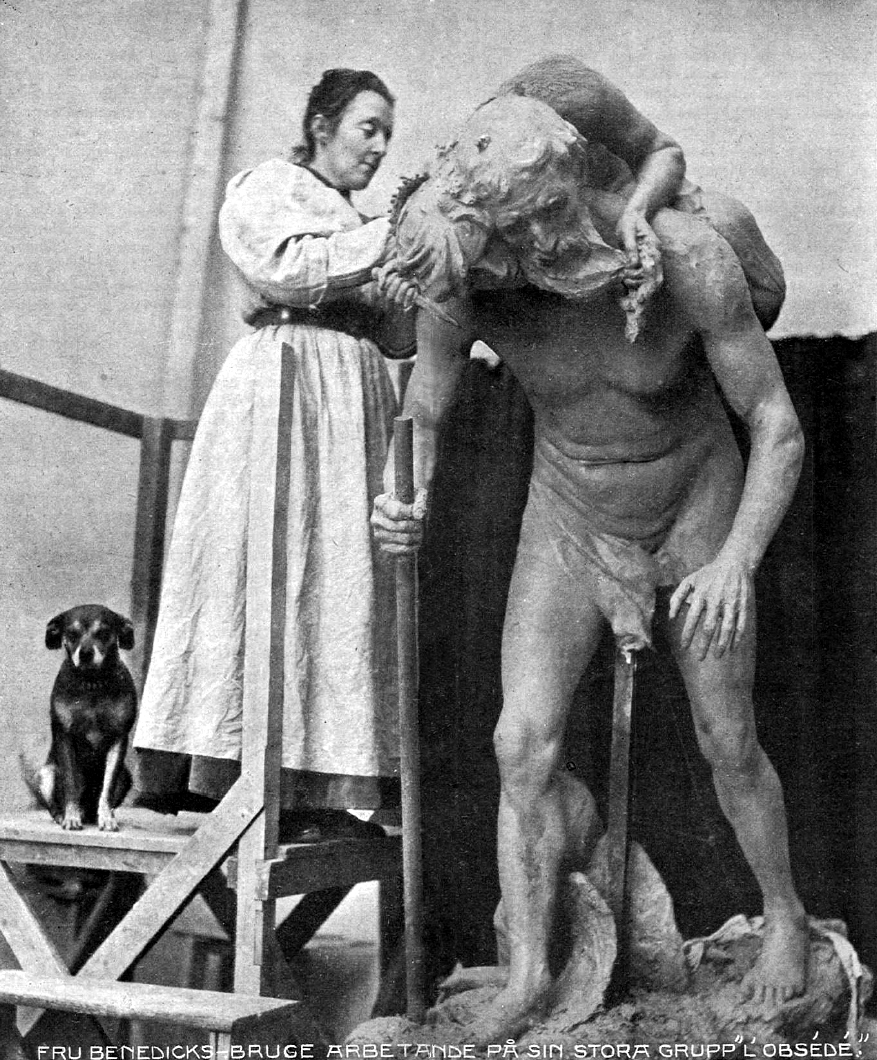
Carolina Benedicks-Bruce med sin skulptur L'obsède.

Carolina Maria Benedicks-Bruce, född Benedicks 28 oktober 1856 i Stockholm, död 16 februari 1935 i Väskinde församling, Gotlands län, var en svensk skulptör och målare. 

## Biografi
Carolina Benedicks-Bruce var dotter till Edward Otto Benedicks och Carolina, född Cantzler, som var ägare till Gysinge bruk. Hon var syster till Gustaf Benedicks. På moderns sida fanns det många konstnärer, flera av hennes morbröder samt hennes mormor målade, bland andra Johan Oscar och Axel Leopold Cantzler. Det var också genom dem hennes konstnärskap utvecklades. 
Carolina Benedicks fick som tonåring skolning av August Malmström; vidare skrevs hon  1881 in i den lägre bildhuggarklassen vid Kungliga Akademien för de fria konsterna som den tredje kvinnan någonsin. Hon mötte flera andra kvinnliga konstnärer på Akademien, bland andra Hilma af Klint och Gerda Rydberg, och tillsammans med några av dem reste hon till Frankrike 1883. De tillbringade framförallt tiden i Paris och i konstnärskolonin i Grez-sur-Loing. Efter sina studier vid Akademien återvände hon till Frankrike och blev där elev hos skulptören Alexandre Falguière. Carolina Benedicks var framförallt skulptör men hon arbetade också en del med etsningar och akvarellmåleri.
Sommaren 1885 träffade hon den kanadensiske konstnären William Blair Bruce och förlovade sig med honom samma höst, varefter de gifte sig. På Gotland skapade de 1900 sitt sommarhem Brucebo. När maken hastigt avled 1906 bosatte sig Carolina Bennedicks-Bruce permanent på Brucebo och bodde där till sin död 1935. Hon engagerade sig för kvinnlig rösträtt och var en av de starkaste rösterna för att bevara Burmeisterska huset i Visby. Hon spelade även en viktig roll i grundandet av Lottakåren på Gotland och startade 1912 Väskinde FKPR.  

### Eftermäle
På Brucebo finns flera av hennes skulpturer, akvareller och skisser, till exempel Baigneur blessé (Den sårade badaren) som fick hedersomnämnande på Salongen i Paris 1893. Brucebo är idag öppet som museum. Benedicks-Bruce finns representerad vid bland annat Nationalmuseum i Stockholm och Länsmuseet Gävleborg.